# Тахтаров Ілля Федорович
Ілля Федорович Тахтаров (7 квітня 1913 — 23 липня 1978) — радянський офіцер, Герой Радянського Союзу (1944). В роки німецько-радянської війни командир взводу 1164-го стрілецького полку 346-ї стрілецької дивізії (51-а армія, 4-й Український фронт).

## Біографія
Народився 7 квітня 1913 року в селі Багатир (тепер Великоновосілківський район Донецької обл. України). Працював на шахті в Донецькій області, був головою колгоспу в Темрюцькому районі Краснодарського краю.
У Червоній Армії з 1936 року. 1942 року закінчив Буйнакське військове піхотне училище.
Брав участь у німецько-радянській війні з квітня 1942 року. Командир взводу 1164-го стрілецького полку 346-ї стрілецької дивізії (51-а армія, 4-й Український фронт) старший лейтенант І. Тахтаров у ніч на 9 квітня 1944 р. зі своїми бійцями першим в батальйоні переправився через Айгульське озеро (Кримська область); в бою на плацдармі в районі с. Мекензія оволодів опорним пунктом противника.
16 травня 1944 року старшому лейтенанту Тахтарову Іллі Федоровичу присвоєно звання Героя Радянського Союзу.
З 1945 року капітан Тахтаров в запасі. Жив в місті Жданові (нині Маріуполь) Донецької області, працював в управлінні порту, на заводі важкого машинобудування (нині «Азовмаш»). Помер 23 липня 1978 року.